# Twist the Truth
Twist the Truth è il quarto album di Lene Marlin, pubblicato il 30 marzo in Norvegia e in Italia il 15 maggio 2009.
Prodotto da Even "Magnet" Johansen, Borge Fjordheim e Lene Marlin; registrato in Norvegia tra Bergen e Oslo a partire da giugno 2008.
La copertina dell'album ne riprende il titolo e presenta non la solita foto della cantante norvegese ma un ritratto a matita.
Lo stile è piuttosto intimista, molto diverso dai precedenti.

## Tracce
Testi e musiche di Lene Marlin.
1. Everything's Good – 3:43
2. Come Home – 3:59
3. Here We Are – 3:26
4. Story of a Life – 3:01
5. You Could Have – 3:48
6. I'll Follow – 4:07
7. Learned from Mistakes – 5:46
8. Have I Ever Told You – 4:04
9. Do You Remember – 3:26
10. You Will Cry No More – 2:43

## Classifiche
| Classifica (2009) | Posizione massima |
| ----------------- | ----------------- |
| Italia            | 44                |
| Norvegia          | 3                 |
| Svezia            | 57                |
| Svizzera          | 67                |